# 赤沢食品
赤沢食品株式会社（あかざわしょくひん）とは、岡山県岡山市北区に本社のある、食品卸売事業者である。

旧社名は株式会社三企商興。

## 概要
砂糖、小麦粉、食品添加物、乾麺などの食品卸売業務を行っている。

## 沿革
- 1951年（昭和26年）4月1日 - 赤沢商店を設立。
- 1979年（昭和54年）5月1日 - アカザワ商事に改称。
- 1996年（平成8年）12月1日 - ヒロトー、アカザワ尾道の2社を吸収合併し、三企商興に改称。
- 2011年（平成23年）2月 - 本社を岡山市北区東島田町へ移転。
- 2014年（平成26年）2月 - 赤沢食品株式会社と合併、新社名を赤沢食品株式会社に改称。

## 事業所
岡山本社
岡山県岡山市北区東島田町一丁目1-7
岡山物流センター
岡山県岡山市南区築港元町10番3号107
広島支店
広島県広島市中区舟入南五丁目2番6号
福山支店
広島県福山市柳津町四丁目9番62号